# سد الكفرة
سد الكفرة هو سد ردمي على وادي القرعاوي على بعد 10 كم جنوب شرق التبين في مصر. تم بناء السد في النصف الأول من الألفية الثالثة قبل الميلاد من قبل المصريين القدماء للسيطرة على الفيضانات وهو أقدم سد بهذا الحجم في العالم. لم يكتمل السد، وظل قيد الإنشاء لمدة 10-12 عامًا قبل أن يتم تدميره بسبب الفيضانات. أعاد يورغ أوغست شفاينفورت اكتشافه عام 1885.

## المواصفات

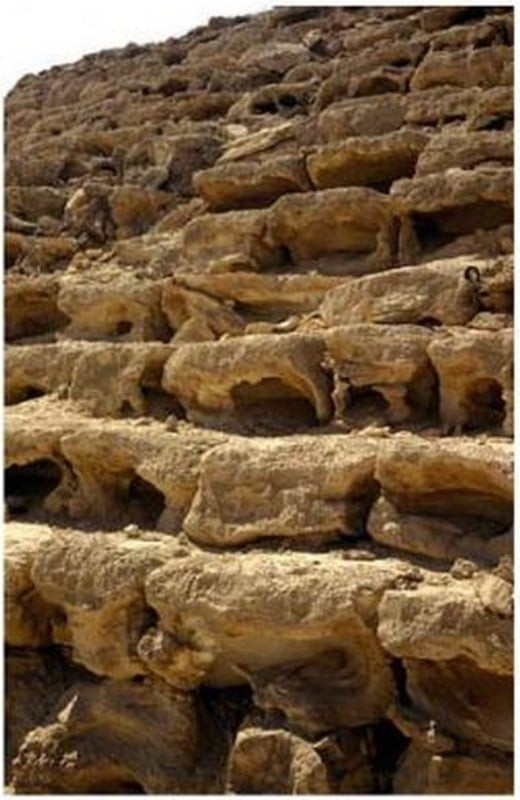
سد الكفرة

لم يتم الانتهاء من السد ولكن كان طوله حوالي 111 مترًا وارتفاعه 14 مترًا وعرض قاعدته 98 مترًا وعرض قمته 56 مترًا. يبلغ عرض قلب السد 32 متراً ويتألف من 60 ألف طن من الأرض والحشو الصخري. كان يحيط باللب حطامان مملوءان بشكل فضفاض وجدران طبقة مليئة بالصخور. كان عرض الجدار في اتجاه مجرى النهر حوالي 37 مترًا وعرضه حوالي 29 مترًا وكان يشمل 2900 متر مكعب (100000 قدم مكعب) من المواد. تم تغليف السد بجدران من المنبع والمصب تم إنشاؤها من الحجر الجيري. تم وضع الأشلار ولكن لم يتم قصفها في صفوف متدرجة. كان ارتفاع كل حجر من الحجر حوالي 30 سم (12 بوصة) وعرضه 45 سم (18 بوصة) وطوله 80 سم (31 بوصة) وطوله حوالي 50 رطلاً (23 كجم).

## الدمار

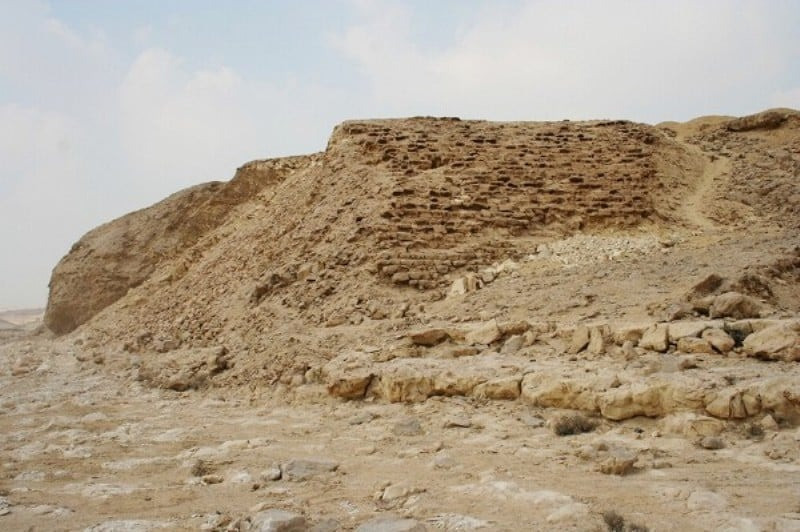
سد الكفرة بمدينة التبين

بسبب التعرية على واجهة المصب للسد غير المكتمل وعدم وجود مجرى تصريف، يُعتقد أن الفيضان دمره. بالإضافة إلى ذلك، لم يكن هناك دليل على وجود خندق أو نفق من شأنه أن يحول المياه في الوادي حول موقع البناء. اكتمل البناء في الجانب العلوي من السد في الغالب ولكن الجانب السفلي كان أقل تطورًا. تنحدر قمة السد باتجاه المركز والتي ربما كان المهندسون قد قصدوا استخدامها كمجرى تصريف. ومع ذلك، نظرًا لعدم قطع رأس السد، لم يكن محميًا من مياه الفيضانات التي من شأنها أن تعلو القمة. يشير قرب السد من نهر النيل الخصب وبعد المسافة عن السكان إلى أنه بُني للحماية من مثل هذه الأحداث، على غرار تلك التي لا تزال تحدث حتى اليوم. في حالة اكتماله، كان من الممكن أن يخزن السد 465.000 متر مكعب (16.400.000 قدم مكعب) - 625.000 متر مكعب (22.100.000 قدم مكعب) من المياه والفيضان قد يتسبب في غمر الخزان في الوديان الموازية المجاورة. من المحتمل أن يكون فشل السد قد جعل المهندسين المصريين مترددين في بناء آخر لما يقرب من ثمانية قرون.
مؤشر آخر على أن السد ربما يكون قد تقلص بسبب الفيضانات، هو أن السد نفسه، لم يكن يحتوي على كميات كبيرة من الطمي، مما يعني أن السد لم يدم طويلاً بما يكفي بحيث يترك النهر بصمة واضحة متبقية عليه. لم يتم الانتهاء منه أبداً، ولقد استمر بناءه ما يقرب من 10-12 سنة قبل انهياره بفيضان كبير.